# زاوية أملكيس (الفوقانية)
زاوية أملكيس هو دُوَّار يقع بجماعة أوفوس، إقليم الرشيدية، جهة درعة تافيلالت في المملكة المغربية. ينتمي الدوّار لمشيخة الفوقانية التي تضم 9 دواوير. يقدر عدد سكانه بـ 1279 نسمة حسب الإحصاء الرسمي للسكان والسكنى لسنة 2004.

## روابط خارجية
- البوابة الوطنية للجماعات الترابية نسخة محفوظة 12 مارس 2018 على موقع واي باك مشين.
- المندوبية السامية للتخطيط